# Bộ Ngoại giao (Liên Xô)
Đây là danh sách ngoại trưởng Liên Xô.
| STT | Chân dung            | Tên                    | Nhiệm kỳ  | Nhiệm kỳ   | Nguyên thủ        |
| --- | -------------------- | ---------------------- | --------- | ---------- | ----------------- |
| 1   |                      | Georgy Chicherin       | 6/7/1923  | 21/7/1930  | Vladimir Lenin    |
| 1   | Joseph Stalin        | Georgy Chicherin       | 6/7/1923  | 21/7/1930  |                   |
| 2   |                      | Maxim Litvinov         | 21/7/1930 | 3/5/1939   |                   |
| 3   |                      | Vyacheslav Molotov     | 3/5/1939  | 4/3/1949   |                   |
| 4   |                      | Andrey Vyshinsky       | 4/3/1949  | 5/3/1953   |                   |
| 5   |                      | Vyacheslav Molotov     | 5/3/1953  | 1/6/1956   | Nikita Khrushchev |
| 6   |                      | Dmitri Shepilov        | 1/6/1956  | 15/2/1957  | Nikita Khrushchev |
| 7   |                      | Andrei Gromyko         | 15/2/1957 | 27/7/1985  | Nikita Khrushchev |
| 7   | Leonid Brezhnev      | Andrei Gromyko         | 15/2/1957 | 27/7/1985  |                   |
| 7   | Yuri Andropov        | Andrei Gromyko         | 15/2/1957 | 27/7/1985  |                   |
| 7   | Konstantin Chernenko | Andrei Gromyko         | 15/2/1957 | 27/7/1985  |                   |
| 8   |                      | Eduard Shevardnadze    | 28/7/1985 | 20/12/1990 | Mikhail Gorbachev |
| 9   |                      | Aleksandr Bessmertnykh | 15/1/1991 | 28/8/1991  | Mikhail Gorbachev |
|     |                      | Boris Pankin (Quyền)   | 28/8/1991 | 14/11/1991 | Mikhail Gorbachev |

Bộ Quan hệ Đối ngoại Liên Xô (1991-1991)
| STT | Chân dung | Tên                 | Nhiệm kỳ   | Nhiệm kỳ   | Nguyên thủ |
| --- | --------- | ------------------- | ---------- | ---------- | ---------- |
| 1   |           | Eduard Shevardnadze | 19/11/1991 | 26/12/1991 |            |